# Pseudomiopteryginae
Pseudomiopteryginae – podrodzina modliszek z podrzędu Eumantodea i rodziny Thespidae. Obejmuje 15 opisanych gatunków. Zamieszkują Amerykę Środkową i Południową.

## Morfologia
Modliszki drobnych do niewielkich rozmiarów, osiągające do 14 do 25 mm długości ciała. W ubarwieniu ich dominują brązy w odcieniach od jasnych po ciemne. 
Tułów ma przedplecze szersze i silniej guzkowane niż u Miobantiinae. U samców skrzydła są porośnięte szczecinkami i w pozycji spoczynkowej sięgają poza wierzchołek płytki subgenitalnej odwłoka. Samice są zupełnie bezskrzydłe. Chwytne odnóże przedniej pary nie ma wyraźnego dołka na udzie, a na goleni ma od 8 do 10 kolców przednio-brzusznych i od 7 do 9 kolców tylno-brzusznych; kolce w danym szeregu stają się ku szczytowi członu coraz większe. U stadiów młodocianych najbardziej odsiebny z kolców przednio-brzusznych goleni przesunięty jest dogrzbietowo, natomiast u postaci dorosłych leży na swoim miejscu w szeregu.
Odwłok ma wszystkie człony przysadek walcowate. Genitalia samca mają całkowicie zesklerotyzowane fallomery. Fallomer brzuszny wyposażony jest na odsiebnej krawędzi w zwężający się ku szczytowi, doogonowo skierowany wyrostek dystalny. Fallomer lewy ma blaszkę grzbietową wąsko połączoną stawowo z fallomerem brzusznym, nie zrośniętą z nim w U-kształtną strukturę. Stercząca ku bokowi apofiza falloidalna ma zakrzywiony kształt.

## Ekologia i występowanie
Przedstawiciele podrodziny zamieszkują krainę neotropikalną od środkowego Meksyku po tropikalną część Ameryki Południowej. Zasiedlają różne formacje leśne, w tym tropikalne lasy suche, tropikalne wilgotne lasy nizinne oraz tropikalne wilgotne lasy górskie, a także formacje trawiasto-zaroślowe jak paramo. W Andach osiągają rzędne 3500 m n.p.m.
Owady te bytują w różnych mikrosiedliskach, od ściółki przez runo i epifity po piętro koron drzew. Samce dobrze latają.

## Taksonomia i ewolucja
Do podrodziny tej należy 15 opisanych gatunków, zgrupowanych w dwóch rodzajach:
- Promiopteryx Giglio-Tos, 1915
- Pseudomiopteryx Saussure, 1870.

Według wyników analiz Julia Riviery i Gavina J. Svensona z 2016 roku oraz Chirstiana J. Schwarza i Rogera Roya z 2019 roku Pseudomiopteryginae zajmują pozycję siostrzaną dla Bantiinae, tworząc z nimi klad siostrzany dla kladu obejmującego Miobantiinae, Musoniellinae i Thespinae.

### Historia
Takson ten wprowadzony został w 1915 roku przez Ermanna Giglio-Tosa na łamach „Bullettino della Società Entomologica Italiana” jako grupa Pseudomiopteriges w obrębie monotypowej podrodziny Pseudomiopteriginae wśród modliszkowatych. Taką samą klasyfikację zastosował Giglio-Tos w systemie z 1919 roku. Giglio-Tos definiował ten takson szeroko, zaliczając doń oprócz Pseudomiopteryx także rodzaje Anamiopteryx, Bantiella, Diabantia, Mantillica, Mantellias, Miobantia.
W systemie Antona Handlirscha z 1930 roku Pseudomiopteriges znalazły się w podrodzinie Mantinae. W klasyfikacji Maxa Beiera z 1935 roku występowało plemię Pseudomiopterygini w obrębie podrodziny Thespinae zaliczonej do modliszkowatych. Autor ów włączał do tego plemienia także rodzaje Chloromiopteryx, Eumiopteryx i Promiopteryx. W systemie Beiera z 1964 roku takson pozostał w randze plemienia wśród Thespinae. P.S. Terra w 1995 roku wyniósł Thespinae do rangi rodziny, Thespidae, a plemię Pseudomiopterygini do rangi podrodziny, Pseudomiopteryginae. Do omawianego taksonu zaliczył rodzaje: Pseudomiopteryx, Pizaia, Leptomiopteryx, Anamiopteryx i Eumiopteryx. Te same rangi zastosowane zostały w systemie Reinharda Ehrmanna i Roya z 2002 roku. Autorzy ci włączyli jednak do Pseudomiopteryginae także Sinomiopteryx i Palaeothespis.
W bazującym na wynikach molekularnej analizy filogenetycznej systemie Riviery i Svensona z 2016 roku takson zachował rangę podrodziny w obrębie Thespidae, ale znacząco zmienił swój skład. Autorzy ci zaliczyli doń tylko rodzaje Promiopteryx i Pseudomiopteryx. Inne uprzednio zaliczane doń rodzaje znalazły się w innych podrodzinach Thespidae, a Sinomiopteryx i Palaeothespis zostały w ogóle z Thespidae wykluczone. W uwzględniającym także dane morfologiczne systemie Schwarza i Roya z 2019 roku podtrzymano klasyfikację Riviery i Svensona.